# Rm (Unix)

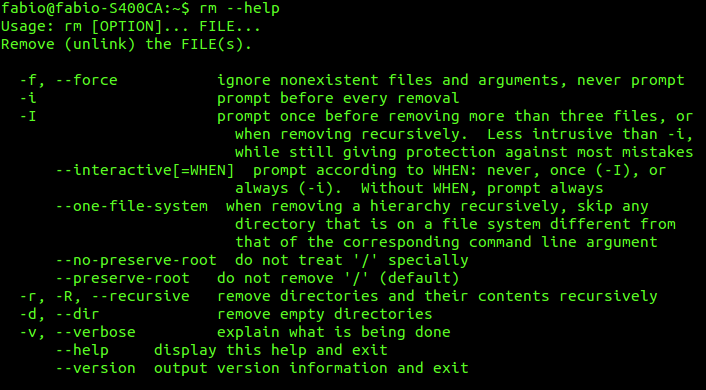
Ajuda do comando no terminal

O comando rm do sistema operacional Unix é usado para apagar arquivos. É uma forma curta de se referir a remove (remover), é semelhante ao del no MS-DOS Requer muito cuidado com o comando rm* pois apaga tudo sem confirmação por padrão.
Normalmente é usado desta maneira:
rm nome_do_arquivo
Onde nome_do_arquivo é o nome do arquivo a ser removido. Existem vários argumentos que permitem o uso de outras funcionalidades, como o argumento -i que realiza uma pergunta para o usuário antes de apagar cada arquivo. Muitas vezes é feito um alias do comando rm para rm -i de modo a evitar remoção acidental de arquivos.
Quando a opção anterior se torna inconveniente dada a quantidade de arquivos a ser removida, ela pode ser cancelada especificando o argumento -f. Geralmente esta opção é usada em conjunto com o argumento -r que remove diretórios e o conteúdo deles de forma recursiva descendo pela árvore de diretórios partindo do diretório especificado.
O comando rm -rf ou também rm -rf /* era usado como piada entre os usuários do sistema Unix. Caso este comando seja executado por um usuário administrador na raiz do sistema de arquivos levará a remoção de todos os arquivos que podem ser escritos, trazia a ideia de desastre total.
Nas versões mais recentes do rm, rm -rf é um alias para rm -rf --preserve-root, o que impede a remoção de /..
Há também várias chaves para rm
- --directory (-d) - Remove um diretório
- --force (-f) - Ele não pede autorização para o usuário e ignora os arquivos não localizados.
- --recursive (-r ou -R) - Deleta o conteúdo de todos os subdiretórios.